# Cronestein (wijk)
Cronestein is een wijk in de Nederlandse stad Leiden, in het Roodenburgerdistrict ten zuiden van het centrum.
De wijk wordt begrensd door de Trekvliet, de spoorlijn Leiden - Alphen en het Rijn-Schiekanaal en is vernoemd naar het voormalige Kasteel Cronesteyn, gelegen aan de andere zijde van het kanaal.
Opvallend is dat de wijk de vorm van een vrijwel gelijkzijdige driehoek heeft waarvan de zijden allen ongeveer 1 kilometer lang zijn. De hartlijn wordt gevormd door de Lammenschansweg, die het gebied in twee afzonderlijke delen scheidt.
De ligging aan de rand van de stad nabij waterwegen en uitvalswegen zorgden van oudsher voor veel bedrijvigheid in het gebied. Het oostelijke gedeelte heeft naast wat losse woningen langs de Kanaalweg en de serviceflat op de kop van het Lammenschansplein voornamelijk een industrieel karakter. In het westelijke gedeelte wordt daarentegen meer gewoond: tussen de Zoeterwoudseweg en Lammenschansweg bevindt zich de Fruitbuurt, genoemd naar het voormalige veilingterrein dat langs het spoor lag. Op de plek van de veiling en langs het water van de Trekvliet bevinden zich hier nog wel kleinschalige bedrijventerreinen.